# Swansea (Tasmanien)
Swansea ist eine Kleinstadt im Osten des australischen Bundesstaates Tasmanien. Die Stadt an der Ostküste liegt im Nordwesten der Great Oyster Bay, gegenüber dem Freycinet-Nationalpark. Swansea war die erste städtische Ansiedlung, die in Australien nach der Gründung von Sydney und Hobart entstand. Bei der Volkszählung 2016 gab es 645 Einwohner. Der Tasman Highway (A3) führt durch die Stadt.

## Geschichte
Der erste Europäer, der die Gegend um das heutige Swansea erforschte, war Kapitän John Henry Cox (1750–1791), als er von England nach Sydney segelte. Er fuhr mit seinem Schiff Mercury die tasmanische Ostküste hinauf. Am 3. Juli 1789 segelte er, da er von großen Seehundkolonien in der Gegend gehört hatte, an der Westküste von Maria Island entlang in ein Seegebiet, das er Oyster Bay nannte.

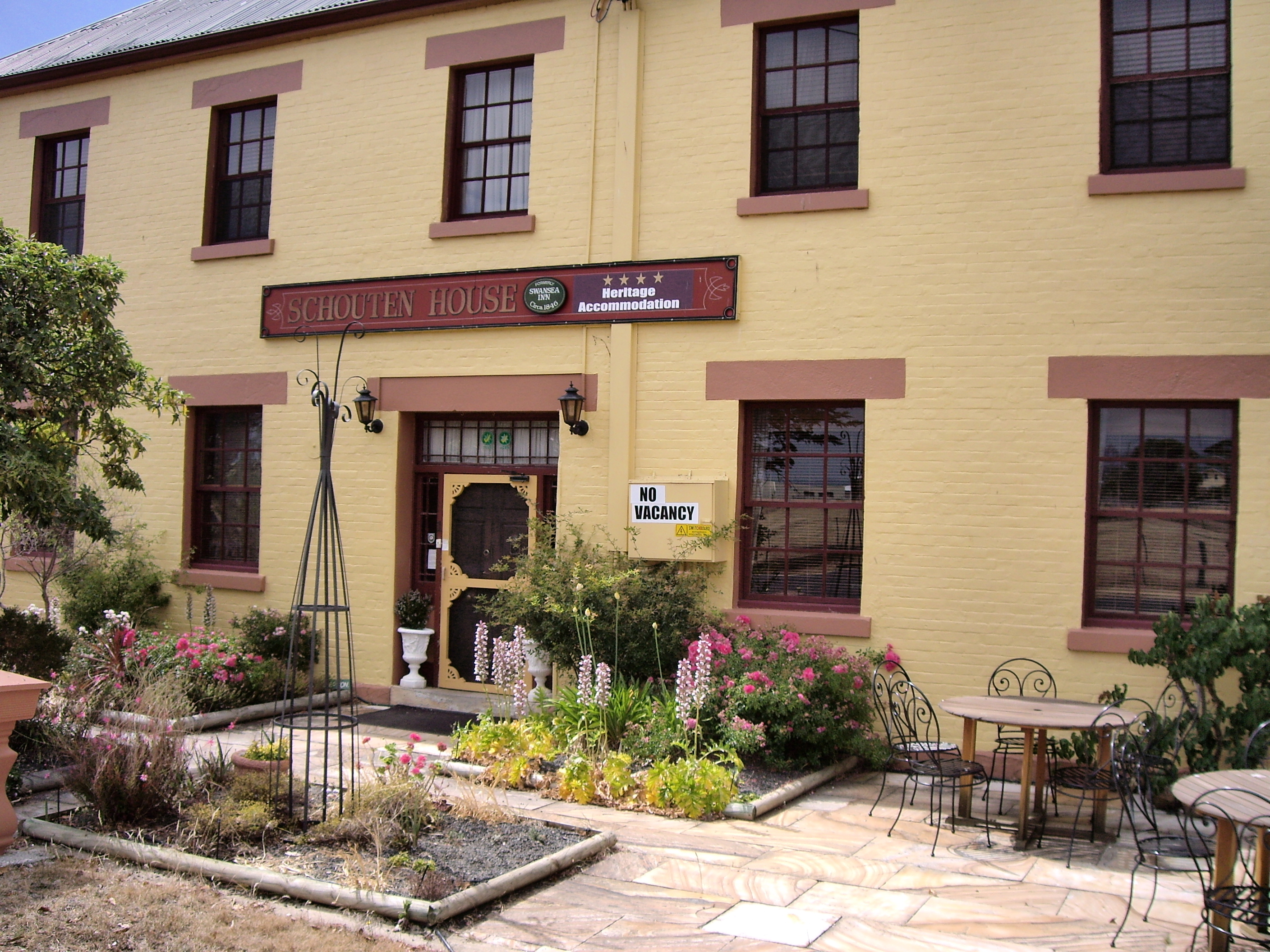
Schouten House in Swansea

Swansea wurde erst 1821 besiedelt, als George Meredith mit seiner Familie und einigen Arbeitern aus Pembrokeshire in Wales eintraf. Meredith erhielt eine Landzuweisung von Gouverneur William Sorell, um an der Oyster Bay eine Farm aufzubauen. Er kultivierte das Land, pflanzte Getreide an und züchtete Vieh. Am Meredith River entstanden eine Gerberei und eine Getreidemühle. Daneben wurden Walfangstationen auf benachbarten Inseln aufgebaut, damit man Walöl exportieren konnte. Swansea hieß ursprünglich Great Swanport und Meredith baute dort das Haus für seine Familie, Cambria, das noch heute in Privatbesitz ist. Es gibt aber auch andere wichtige historische Gebäude in der Stadt, wie z. B. der Morris' General Store, der über 100 Jahre lang von der Familie Morris betrieben wurde. Die Lohmühle in Swansea, die Gerberlohe verarbeitete, ist heute ein Museum. Das Schouten House ist ein schönes Haus aus der Kolonialzeit im viktorianischen Stil, das 1844 entstand und heute als Hotel dient.

## Fauna
In Swansea findet man Kolonien von Kurzschwanzsturmtauchern und Zwergpinguinen. Im nahegelegenen Freycinet-Nationalpark gibt es Beutelmarder, Wallabys und Tasmanische Teufel. Vor der Küste trifft man Delfine, Wale und Seehunde.

## Klima
|                       | Jan  | Feb  | Mär  | Apr  | Mai  | Jun  | Jul  | Aug  | Sep  | Okt  | Nov  | Dez  |   |       |
| Mittl. Tagesmax. (°C) | 22,2 | 22,1 | 20,9 | 18,6 | 15,9 | 13,8 | 13,3 | 14,2 | 16,0 | 17,7 | 19,1 | 20,6 | ⌀ | 17,8  |
| Mittl. Tagesmin. (°C) | 11,7 | 11,8 | 10,3 | 8,2  | 6,2  | 4,4  | 3,6  | 4,4  | 5,8  | 7,2  | 9,0  | 10,5 | ⌀ | 7,7   |
|                       |      |      |      |      |      |      |      |      |      |      |      |      |   |       |
| Niederschlag (mm)     | 49,4 | 42,7 | 50,4 | 51,1 | 46,1 | 57,5 | 47,8 | 44,0 | 41,1 | 53,2 | 51,6 | 59,9 | Σ | 594,8 |

| 11,7 |

| 11,8 |

| 10,3 |

| 8,2 |

| 6,2 |

| 4,4 |

| 3,6 |

| 4,4 |

| 5,8 |

| 7,2 |

| 9,0 |

| 10,5 |

| 11,7 |

| 11,8 |

| 10,3 |

| 8,2 |

| 6,2 |

| 4,4 |

| 3,6 |

| 4,4 |

| 5,8 |

| 7,2 |

| 9,0 |

| 10,5 |

## Demographie
Bei der Volkszählung 1996 wurde eine Einwohnerzahl von 495 ermittelt. Davon waren 25,1 % über 65 Jahre alt. Dies ist der höchste Anteil an alten Leuten in ganz Tasmanien.